# 남해해양조사사무소
남해해양조사사무소(南海海洋調査事務所)는 국립해양조사원의 소속기관이다. 2002년 10월 2일 발족하였으며, 부산광역시 동구 충장대로 351에 위치하고 있다. 소장은 서기관 또는 기술서기관으로 보한다.

## 연혁
- 1963년 11월 9일: 수로국 소속으로 부산출장소 설치.
- 1994년 11월 26일: 부산지방수로사무소로 개편.
- 1996년 8월 8일: 국립해양조사원 소속 부산해양조사사무소로 개편.
- 2002년 10월 2일: 남해해양조사사무소로 개편.

## 관할구역
- 고두말[1]에서 135°로 그은 선과 해남각[2]에서 225°로 그은 선 사이의 남측 해역

## 조직

### 소장
- 해양과[3]
- 측량과[4]